# Eiskunstlauf-Weltmeisterschaften 1926
Die 24. Eiskunstlauf-Weltmeisterschaften fanden für die Herren- und Paarkonkurrenz am 13. und 14. Februar 1926 in Berlin (Deutschland) und für die Damenkonkurrenz am 7. und 8. Februar 1926 in Stockholm (Schweden) statt.
Herma Szabó gewann ihren fünften und letzten Weltmeistertitel und löste damit Lily Kronberger als Rekordweltmeisterin ab.

## Ergebnisse

### Herren
| Platz | Sportler             | Land                   |
| ----- | -------------------- | ---------------------- |
| 1     | Willy Böckl          | Österreich             |
| 2     | Otto Preissecker     | Österreich             |
| 3     | John Page            | Vereinigtes Königreich |
| 4     | Werner Rittberger    | Deutsches Reich        |
| 5     | Josef Slíva          | Tschechoslowakei       |
| 6     | Ludwig Wrede         | Österreich             |
| 7     | Robert Van Zeebroeck | Belgien                |
| 8     | Arne Lie             | Norwegen               |
| 9     | Paul Franke          | Deutsches Reich        |

Punktrichter waren:
- H. J. Clarke  Vereinigtes Königreich
- P. Engelhard  Deutsches Reich
- Walter Jakobsson  Finnland
- Fritz Kachler  Österreich
- René Japiot  Frankreich

### Damen
| Platz | Sportlerin       | Land                   |
| ----- | ---------------- | ---------------------- |
| 1     | Herma Szabó      | Österreich             |
| 2     | Sonja Henie      | Norwegen               |
| 3     | Kathleen Shaw    | Vereinigtes Königreich |
| 4     | Elisabeth Böckel | Deutsches Reich        |
| 5     | Solveig Johansen | Norwegen               |
| 6     | Hildegard Thiel  | Österreich             |

Punktrichter waren:
- Ludwig Fänner  Österreich
- Hugo Metzner  Deutsches Reich
- Tore Mothander  Schweden
- Walter Jakobsson  Finnland
- O. R. Kolderup  Norwegen

### Paare

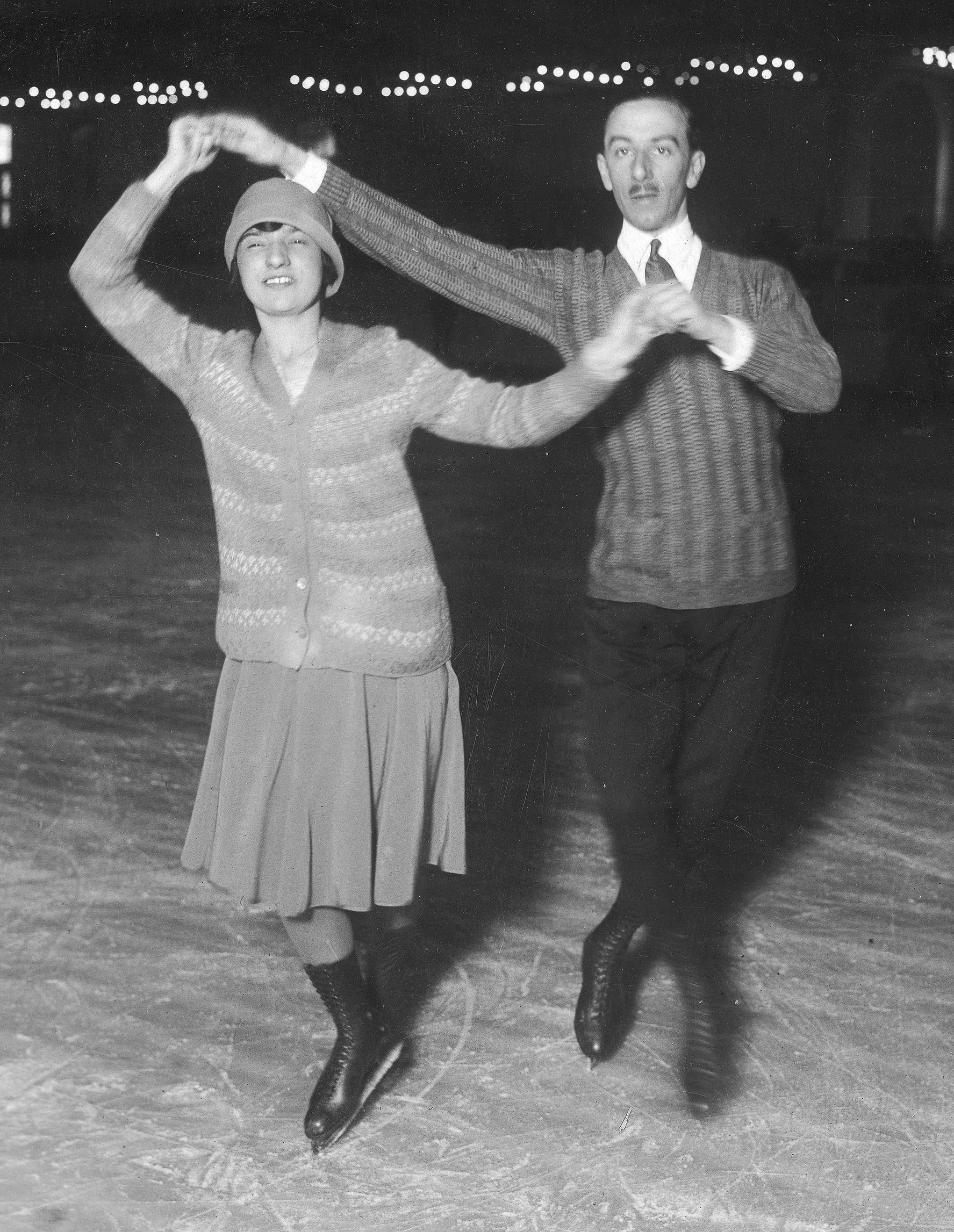
Andrée Joly und Pierre Brunet beim Training bei den Weltmeisterschaften 1926

| Platz | Sportler                             | Land                   |
| ----- | ------------------------------------ | ---------------------- |
| 1     | Andrée Joly / Pierre Brunet          | Frankreich             |
| 2     | Lilly Scholz / Otto Kaiser           | Österreich             |
| 3     | Herma Szabó / Ludwig Wrede           | Österreich             |
| 4     | Gisela Hochhaltinger / Georg Pamperl | Österreich             |
| 5     | Sonja Henie / Arne Lie               | Norwegen               |
| 6     | Ethel Muckelt / John Page            | Vereinigtes Königreich |
| 7     | Else Hoppe / Oscar Hoppe             | Tschechoslowakei       |
| 8     | Ilse Kishauer / Herbert Haertel      | Deutsches Reich        |
| 9     | Grete Weise / Georg Velisch          | Deutsches Reich        |
| 10    | Margit Edlund / Anders Palm          | Schweden               |

Punktrichter waren:
- Yngvar Bryn  Norwegen
- René Japiot  Frankreich
- E. Query  Deutsches Reich
- Hugo Winzer  Deutsches Reich
- Fritz Kachler  Österreich
- Walter Jakobsson  Finnland
- H. J. Clarke  Vereinigtes Königreich

## Medaillenspiegel
| Platz | Land                   | Gold | Silber | Bronze | Gesamt |
| ----- | ---------------------- | ---- | ------ | ------ | ------ |
| 1     | Österreich             | 2    | 2      | 1      | 5      |
| 2     | Frankreich             | 1    | –      | –      | 1      |
| 3     | Norwegen               | –    | 1      | –      | 1      |
| 4     | Vereinigtes Königreich | –    | –      | 2      | 2      |